# Асколі-Пічено (провінція)
Провінція Асколі-Пічено (італ. Provincia di Ascoli Piceno) — провінція в Італії, у регіоні Марке.
Площа провінції — 1 304 км², населення — 214 051 осіб.
Столицею провінції є місто Асколі-Пічено.

## Географія

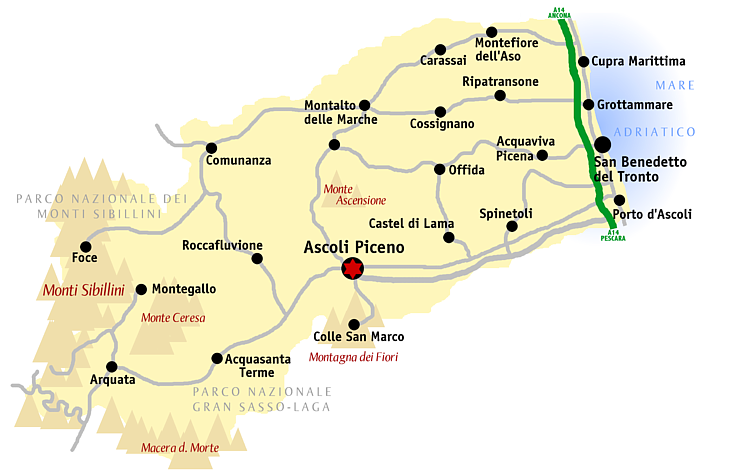
Мапа провінції

Межує на півночі з провінцією Фермо, на північному заході з провінцією Мачерата, на півдні з регіоном Абруццо (провінцією Терамо) і з регіоном Лаціо (провінцією Рієті) і на південному заході з регіоном Умбрія (провінцією Перуджа).